# Fabiola Rafael Dircio
Fabiola Rafael Dircio (Zapotitlán Tablas, Guerrero, 14 de abril de 1981) es una política mexicana, miembro del Partido de la Revolución Democrática (PRD). Fue diputada federal para el periodo de 2021 a 2024.

## Biografía
Es licenciada en Educación Preescolar. Fue promotora del Consejo Nacional de Fomento Educativo (CONAFE), en la comunidad de Rincón, municipio de Azoyú de 2001 a 2002, y en él municipio de Tecoanapa de 2002 a 2003.
De 2003 a 2007 fue directora y maestra frente a grupo en la escuela de la comunidad de El Aguacate, municipio de Acatepec, de 2007 a 2008 auxiliar administrativo de Supervisión Escolar y de 2008 a 2011 fue asesor Técnico Pedagógico en la misma supervisión escolar, todos en el municipio de Acatepec.
De 2012 a 2015 fue regidora del ayuntamiento de Acatepec, y de 2015 a 2018 síndica procuradora del mismo ayuntamiento. De 2018 a 2021 fue diputada a la LXII Legislatura del Congreso del Estado de Guerrero; dejó este cargo para ser postulada candidata a diputada federal por el Distrito 6 de Guerrero a la LXV Legislatura que ejerció de 2021 a 2024. En ella, fue secretaria de la comisión de Pueblos Indígenas y Afromexicanos; así como integrante de las comisiones de Desarrollo y Conservación Rural, Agrícola y Autosuficiencia Alimentaria; y, de Protección Civil y Prevención de Desastres.